# Pināhat
Pināhat är en ort i Indien.   Den ligger i distriktet Agra och delstaten Uttar Pradesh, i den centrala delen av landet, 230 km sydost om huvudstaden New Delhi. Pināhat ligger 159 meter över havet och antalet invånare är 19 511.
Terrängen runt Pināhat är platt. Runt Pināhat är det tätbefolkat, med 459 invånare per kvadratkilometer. Närmaste större samhälle är Fatehābād, 17,3 km norr om Pināhat. Trakten runt Pināhat består till största delen av jordbruksmark.